# مایکون مارکز
مایکون مارکز (به پرتغالی: Maicon Marques Bitencourt) هافبک اهل برزیل است که در شهر Duque de Caxias و در تاریخ ۱۸ فوریهٔ ۱۹۹۰ به دنیا آمده‌است.
مایکون مارکز در تیم‌های فوتبال Fluminense سابقهٔ حضور دارد.